# Canon EOS DCS 5
- DCS 3
Le Canon EOS DCS5 est le premier boîtier numérique professionnel étudié et présenté en avril 1995 par Canon en collaboration avec Kodak.
Il est construit sur la base du boîtier argentique Canon EOS-1N en monture Canon EF avec un dos numérique (en) mis au point par Kodak, le Kodak DCS 420 qui avait déjà été adapté sur un boîtier Nikon N90s.
L'ensemble n'a jamais été commercialisé par Canon ni par Kodak. Il a servi de prototype au Canon EOS DCS 3 et Kodak EOS DCS 3 qui sortira en trois mois plus tard en juillet 1995.

## Conception
Le principe du Canon EOS DCS 5 est repris d'études faites par Kodak sur des boîtiers Nikon. Il s'agit ici d'un boîtier de Canon EOS-1N modifié pour pouvoir recevoir à la place du film argentique et du dos presseur un dos numérique Kodak DCS 420. Ce dos numérique comporte un capteur photographique CCD (couleurs RVB sur 36 bits, 12 bits par couleur de 1,5 million de pixels (1524 × 1012 photosites).
Les informations des photosites sont enregistrées dans un format TIFF propriétaire Kodak dans une mémoire tampon RAM de 16 Mo. Les images sont transférées via une interface PCMCIA sur un microdrive (189 photographies sur un microdrive de 260 Mo) ou via un port SCSI directement à un ordinateur qui avec un logiciel propriétaire peut transformer les fichiers TIFF en fichier JPEG.
Le boîtier Canon est équipé de la monture Canon EF qui permet l'utilisation de tous les objectifs professionnels de la gamme d'alors. Compte tenu de la taille du capteur, la zone de formation de l'image n'utilise que la zone centrale de la capacité des objectifs EF, éliminant ainsi toutes les distorsions dans les coins de l'image.
L'ensemble ne comporte pas d'écran à cristaux liquides permettant une visualisation des images enregistrées. Deux écrans, un sur le dos, un sur le boîtier, réduits au minimum juste pour donner les informations utiles aux contrôle des réglages et aux indications de maintenance. La batterie NiMH n'est pas amovible et se recharge par un connecteur Mini DIN.

## Caractéristiques
Cet ensemble appartient à la gamme Canon EOS (Electro Optical System) pour le boîtier et le dos à celle de Kodak DCS (Digital Camera System). C'est un réflex numérique mono-objectif à monture Canon EF comportant les caractéristiques suivantes :
- capteur CCD 1,5 mégapixel, 1 524 × 1 012 photosites, RVB 36 bits
- obturateur métallique à plan focal à déplacement vertical
- viseur pentaprisme, couverture 100 %, agrandissement 0,72, verre de visée interchangeable, miroir à relevage amorti
- mesure TTL à pleine ouverture sur 16 zones de mesure, mesure évaluative
- sensibilité 100 à 400 ISO
- vitesses d'obturation : 30 s - 1/8000 s, pose B, synchronisation flash X au 1/250 s
- mode d'exposition : programmée, automatique, manuel, priorité vitesse, priorité diaphragme
- système autofocus à détection de phase TTL, AF à 5 points, modes : AF One-Shot, AI Servo AF prédicatif
- dimensions 162 × 89 × 212 mm
- poids 1 800 g (avec batterie)

### Modèles
Hormis la version standard couleur, le Canon EOS DCS 5c, il a été étudié deux autres versions :
- monochrome noir et blanc : Canon EOS DCS 5m
- monochrome infrarouge : Canon EOS DCS 5ir

Pour ces deux derniers modèles, du fait de la taille plus importante des photosites, la sensibilité passe à 200-800 ISO.